# Kirkland (Illinois)
Kirkland – wieś w Stanach Zjednoczonych, w stanie Illinois, w hrabstwie DeKalb.